# Corpus Christi (Paraguay)
Corpus Christi  è un centro abitato del Paraguay, nel dipartimento di Canindeyú. Forma uno degli 11 distretti in cui è diviso il dipartimento.

## Popolazione
Al censimento del 2002 la località contava una popolazione urbana di 1.338 abitanti (13.303 nell'intero distretto), secondo i dati della Dirección General de Estadística, Encuestas y Censos.

## Caratteristiche
Corpus Christi fu fondata il 13 giugno del 1968 dal generale Marcial Samaniego e fu elevata al rango di distretto nel 1974. È un importante centro agricolo, abitato per la sua maggioranza da coloni di origine brasiliana.